# ロッカメーナ
ロッカメーナ（イタリア語: Roccamena）は、イタリア共和国シチリア自治州パレルモ県にある、人口約1,500人の基礎自治体（コムーネ）。

## 地理

### 位置・広がり
パレルモ県南西部のコムーネ。コルレオーネから西北西へ13km、アルカモから南東へ23km、州都・県都パレルモから南南西へ36kmの距離にある。

#### 隣接コムーネ
隣接するコムーネは以下の通り。
- ビザックイーノ
- コンテッサ・エンテッリーナ
- コルレオーネ
- モンレアーレ